# 公共卫生

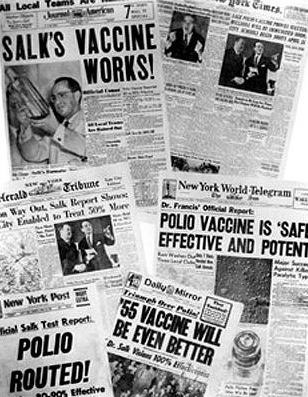
世界各地有关脊髓灰質炎疫苗检测的报纸头条（1955年4月13日）

世界卫生组织（WHO）旗帜

公共卫生（英語：Public health）已被定义为“预防疾病的科学和艺术”，它通过社会，组织（公共的和私人的），社区和个人的有组织的努力和明智的选择来延长寿命和提高生活品質。根据对人口健康的分析，及其所面临的威胁是公共卫生的基础。公众可能只有少数几个人，也可能只有一个村庄或整个城市；在大流行病的情况下，它可能包括在世界各大洲。 许多机构对健康的定义有所不同。 健康的概念考虑到了身体的，心理的，和社会的福祉，因此，根据联合国机构世界卫生组织的定义，这不仅仅是没有疾病或（障礙）。而且最近还成了人類日常生活的認識，認知和對醫療體系的價值觀。。
公共卫生是通过组织社区资源，为公众提供疾病预防和健康促进的一门管理学，它使用预防医学、健康促进、环境卫生、社会科学等技术和手段。公共卫生体系由国际公共卫生组织、国家公共卫生组织、地方公共卫生组织和社区公共卫生组织组成。

## 发展史

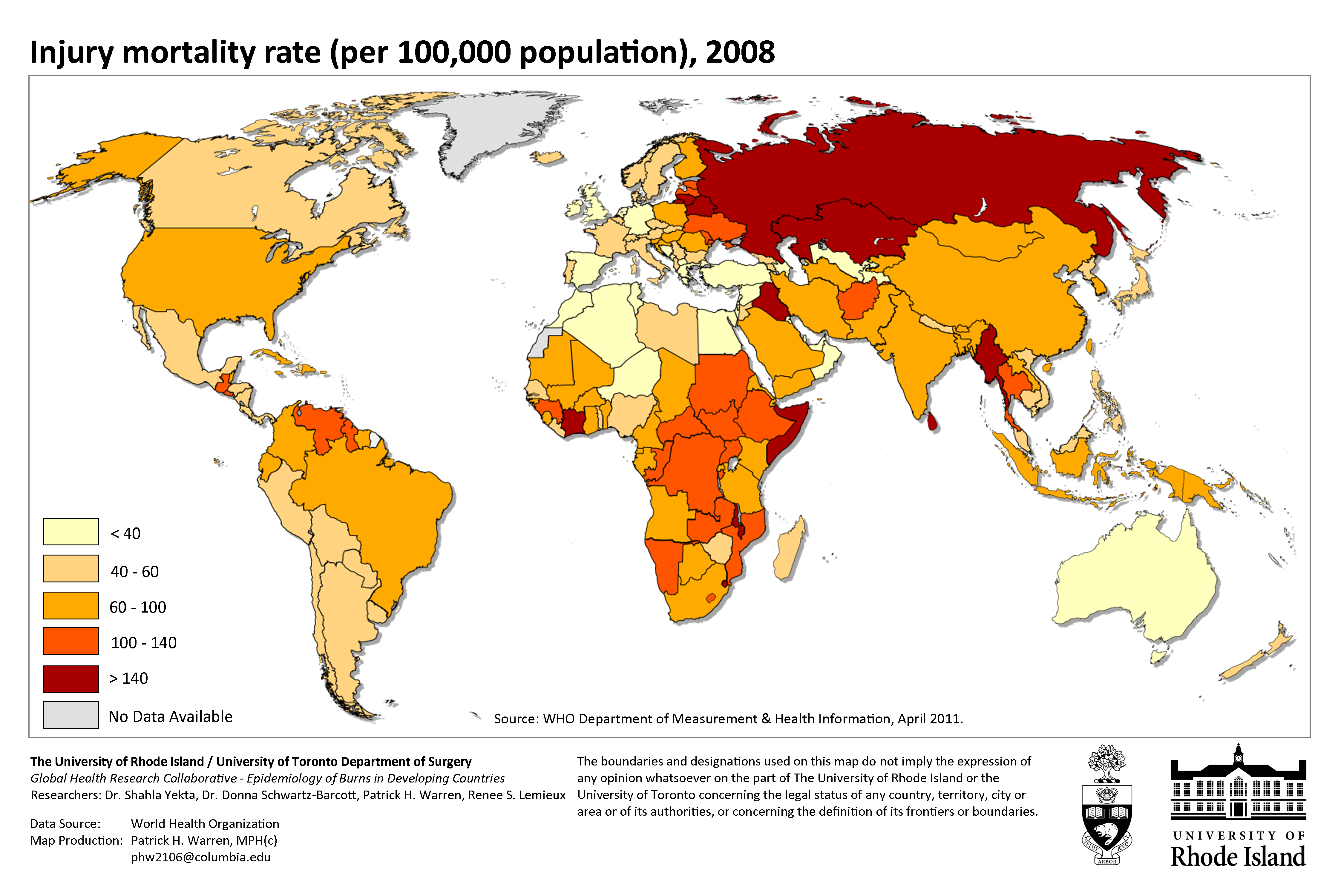
2008年世界疾病死亡率

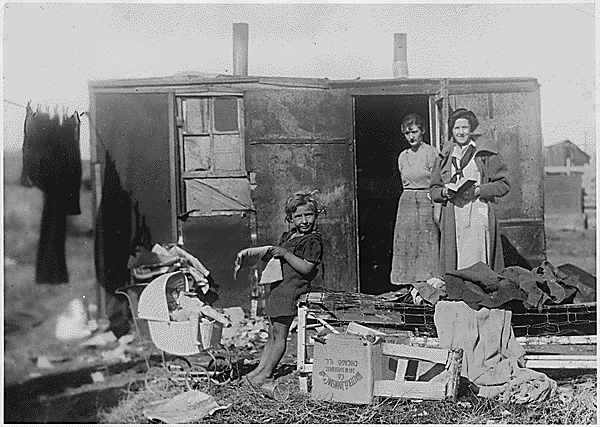
1930年代美國衛生室

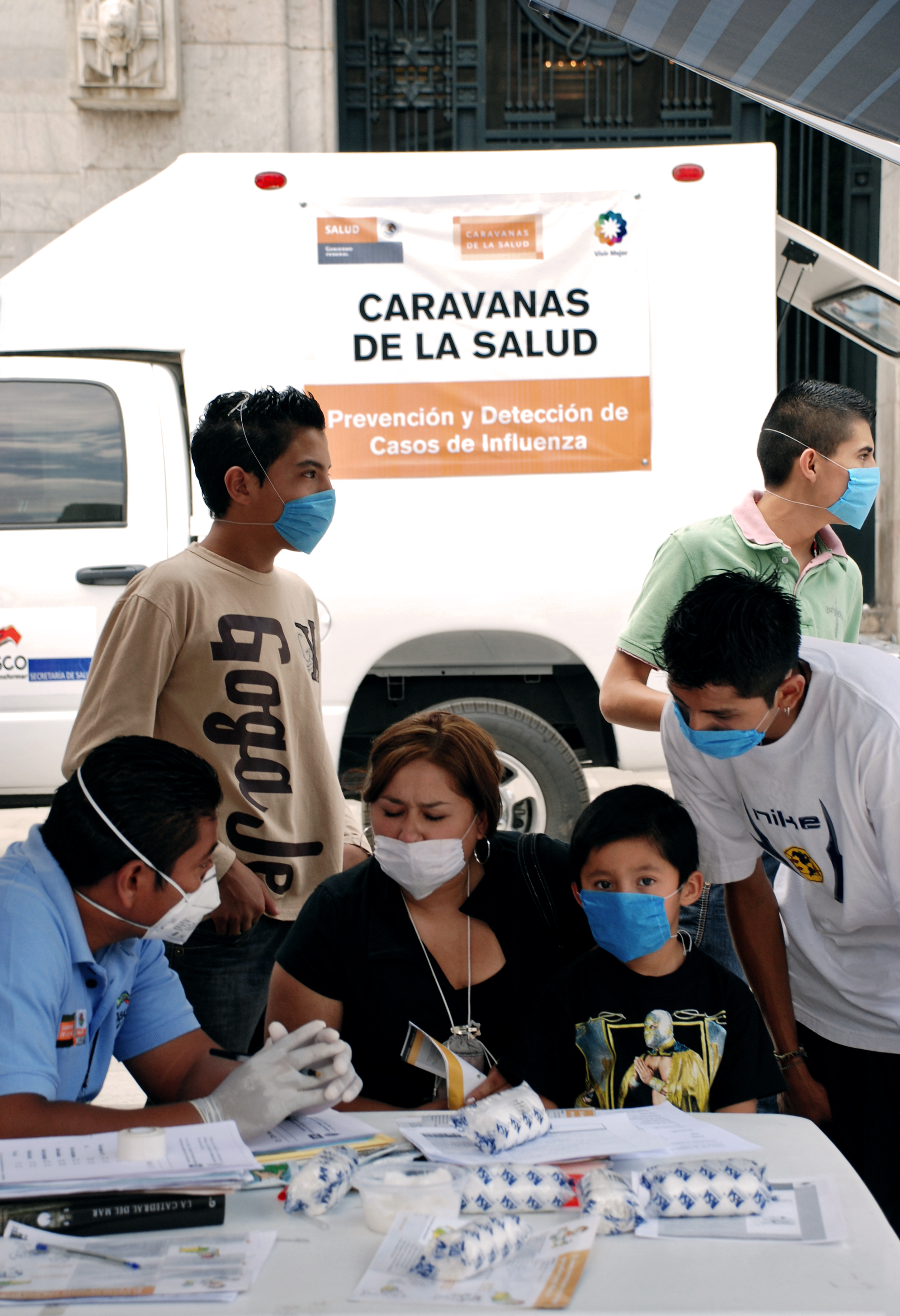
現代墨西哥流動衛生所

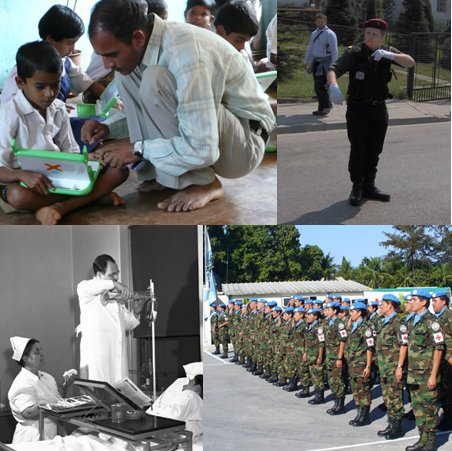
歐洲防疫措施

### 医学科学和技术的历史
- 疾病的認識：在宗教迷信的狀態下，中世纪教堂的人士認為麻瘋與精神的不純潔有關；當前，人們的需求從“避免疾病”發展成為“提高健康”。
- 健康的认识：世界卫生组织在组织法里明确指出：“健康不仅是没有疾病或不虚弱，而且是身体的、心理的健康和社会适应的完美状态。”
- 卫生服务系统的形成与建立[5]

1. 医疗系统的建立
  1. 开始的时候患者是分散治疗的，治疗者提供上门服务。
  2. 由于宗教的发展，宗教场所开始尝试集中治疗，无论是穆斯林或基督教。
    1. 9世纪时，巴格达建立了医院，最大规模时有25名医生同时工作；10世纪时，伊斯兰统治的医院达34所；1283年，开罗医院设立了不同的科室，拥有妇女专科病房，也有男女护士。
    2. 相似的，西方的医院在教堂的基础上发展起来。由于僧侣们需要医疗服务，首先建立了修道士医院，虽然规模非常的小。1198年，教宗諾森三世在罗马建立了圣灵医院，成为了基督教徒的慈善医疗机构，此后欧洲各地建立起类似的医院。
    3. 从12世纪到14世纪，英国建立起750多所医院，其中217所为麻风患者所用。
    4. 新大陆的情况和发达的英国不同，当时北美大陆没有医师协会，医师也不是由专业人士担任，而是由理发匠、木匠等各种职业兼职。新大陆的医生当时是活跃在社区的。
2. 医生职业的形成与分化
3. 卫生环境的形成
  1. 饮用水的供应：在前28世纪，美索不达米亚人开始用贮水池来保存雨水；在前8世纪以后，古希腊人建立了用水系统；在前5世纪，古罗马建立起了十分完善的水管供水系统；在中世纪，埃及的开罗挖了大量的井。
4. 保健系统的建立
  1. 职业病的管理：罗马时代注意到了职业和疾病的关系，如从事硫化物作业的人员可能患病，矿工患病明显高于其他职业人员。这时工业防保建立了通风系统和防尘工具的使用等。
  2. 卫生机构的建立：中世纪的大多数社区，都任命和选举了管理饮用水供应的官员和相关人员。
  3. 传染病监测系统的建立
    1. 传染病的发现：白喉病是第一个被古希腊医生注意并记载下来的传染病。
    2. 流行特征的观察：古希腊在前15世纪已经认识到疟疾“常常发于春、夏季节”。
    3. 检测制及检疫机构的建立：1383年，法国的马赛成立了第一个检疫站，严格检疫来自疫区的船只、旅行者等，被怀疑染疫的船只要停留40天，并暴露在空气和阳光下。
    4. 疾病控制系统的成立：14世纪，意大利、法国的南部及周边地区共同建立了与传染性疾病作斗争和控制传染性疾病的卫生系统。

- 卫生立法形成

1. 水体卫生立法：中世纪的人们被禁止在饮用水引用的河流中洗东西、扔杂物等。
2. 土壤卫生立法：直至15世纪，德国一些城市禁止建立面向街道的猪棚。
3. 食品卫生立法：1641年，德国柏林政府规定在市场1000步内不准兜售垃圾；中世纪的意大利佛罗伦萨要求市场每天晚上要进行清洁；同期瑞士的苏黎世禁止已制备的鲜肉跨周销售。
4. 传染病立法：
  1. 传染病的报告措施：中世纪天花在欧洲的横行形成了报告制度，有人患病时要向有关机构报告。
  2. 传染病的集中诊断：中世纪麻风必须有一个特别的委员会作出诊断。
  3. 传染病的隔离措施：1347年，意大利开始将传染病人移居到城市以外的一个地方，患者在那里生活、恢复或直至死亡。
  4. 传染病的消毒措施：黑死病爆发期间，疫区政府将死者从窗户扔出，然后埋到城市外的地方。患者死后，其房间被消毒。
5. 現代的公共衛生師立法：台灣於民國109年（2020年）5月15日立法成立公共衛生師及施行辦法，目前已經可以以正式考試讓學員考取衛生師的合法證照。[6]

- 對於疾病的相關應急

1. 方艙醫院
2. 行動限制

## 實踐
- 組織與機構

1. 案組織劃分 
  1. 國際公共衛生組織。通過參加組織、加入協約與公約等形式，指導、監督、協調各個國家與地區的公共衛生工作。如世界衛生組織、綠色和平和世界自然基金會等等。
  2. 国家或地区（及地方）公共卫生组织。作为政府行政管理机构，代表政府提供公共卫生服务，共同发挥支柱作用。如卫生部门、劳工与保障部门、国土与环境部门和规划与发展部门等。
2. 按职能与职责划分
  1. 卫生保健提供者。如医院、社区健康服务中心、精神卫生组织、实验（检验）中心、护理院，主要提供预防、诊断、康复和护理服务。
  2. 公共安全组织。如警察局、消防队、医疗急救中心，预防处理紧急伤害和公共卫生事件。
  3. 环境保护、劳动保护和食品安全机构。作为执法部门，监督和保障安全的生存环境、保障人群健康。
  4. 文化、教育、体育机构。为社区提供促进健康的精神环境和物质环境。
  5. 民政、慈善组织。为弱势人群包括失能人士、低收入人士和独居及高龄人士提供政策与物质支持。

- 现代实践

1. 公共卫生职能的分离与融合
  1. 临床医生基于疾病的研究产生了流行病学的思维观。英国伦敦的William Heberden虽然是一名临床医生，但确出版过一卷死亡率报道原始资料的分析，体现出定量分析的技能和流行病学见解。
  2. 人们对公共卫生的重视反而造成了临床医学和公共卫生的逐渐分离。1916年，洛克菲勒基金决定支持创办与医学院分离的公共卫生学院，这是一个标志性的事件。
  3. 临床医学与公共卫生分离后，过多的资源被投入到临床医学的技术发展、教育和实践中。虽然在早期在效果上临床医学有立杆见影的收益，但是人们逐渐发现公共卫生的具备不可低估的效益、而且二者其实是不可分开的。
  4. 临床医学与公共卫生的再次融合——流行病学的广泛应用
2. 公共卫生概念的提出
  1. 人们认识到，影响健康的因素除了物质因素外，社会因素起到了很大的作用，但是单靠卫生部门是无法完成的。
  2. Winslow在1923年对公共卫生进行了定义，与当前的概念十分接近。
  3. 世界衞生組織在1952年采纳了Winslow的定义。
3. 当前的目标:为健康服务、為公眾服务
  1. 健康的重要性：健康是一种基本人权，也是社会可持续发展的要素之一。
  2. 健康的影响因素：
    1. 行为和生活方式
    2. 环境因素
    3. 生物学因素
    4. 健康服务因素

## 当代公共卫生问题
- 按人群划分

1. 儿童疾病与死亡
2. 孕产妇疾病与死亡
3. 老年人生活品质

- 按健康问题划分

1. 传染病：SARS、禽流感、流感、瘋牛症、艾滋病 、登革熱、嚴重特殊傳染性肺炎，最後一者導致問題比前面幾項傳染病更影響生活
2. 慢性非传染性疾病：肿瘤、糖尿病、高血压
3. 意外伤害：车祸
4. 不良健康行为：吸烟、饮酒 、吸毒、 不安全性行為、沉迷电子遊戏、赌博
5. 精神及心理卫生：憂鬱症

### 台灣公衛發展困境[7]
1. 具備相關認證證照。
2. 學習多種領域的知識，但分散學習時間，單一專業性不足。
3. 政府未協助基礎相關就業事項，工作機會少。
4. 大多工作機會在政府組織，新人就業限制大。
5. 實際工作定位性混雜，無法在爭取工作時從其他醫療科系中脫穎而出。

## 外部連結
- 世界衛生組織 （页面存档备份，存于）
- 香港衞生署衞生防護中心 （页面存档备份，存于）
- 路易斯維爾大學公共衛生暨資訊科學學院 （页面存档备份，存于）
- 从苍蝇与污物到食品与发烧 （页面存档备份，存于）